# Osser (bergstopp i Österrike)
Osser är en bergstopp i Österrike.   Den ligger i distriktet Weiz och förbundslandet Steiermark, i den östra delen av landet, 120 km sydväst om huvudstaden Wien. Toppen på Osser är 1 548 meter över havet, eller 321 meter över den omgivande terrängen. Bredden vid basen är 3,6 km.
Terrängen runt Osser är huvudsakligen kuperad, men västerut är den bergig. Närmaste större samhälle är Kapfenberg, 18,8 km nordväst om Osser. 
I omgivningarna runt Osser växer i huvudsak blandskog. Runt Osser är det ganska tätbefolkat, med 80 invånare per kvadratkilometer.